# Позиційна система числення
Позиційна система числення (або Позиційна нотація) — система числення, в якій значення кожного числового знака (цифри) в запису числа залежить від його позиції (розряду). Таким чином, позиція цифри має вагу у числі. Здебільшого вага кожної позиції кратна деякому натуральному числу {\displaystyle b}, {\displaystyle b>1}, яке називається основою системи числення.
Винахід позиційної системи числення, заснованої на помісному значенні цифр, приписують шумерам і вавилонцям. Її було розвинуто індусами і вона отримала неоціненні наслідки для історії людської цивилізації.
До числа таких систем належить сучасна Десяткова система числення (з основою {\displaystyle b=10}), виникнення якої пов'язують із лічбою на пальцях. У середньовічній Європі вона з'явилася через італійських купців, які у свою чергу запозичили її у мусульман.

## Класифікація позиційних систем числення
З метою ефективного використання систем числення в теорії і на практиці важливо їх класифікувати. У першу чергу розглянемо системи числення, які генерують числа однакової довжини.
Системи числення з рівною довжиною чисел належать до класу рівномірних кодів. Однакову довжину числа мають лише тоді, коли підмножини, які отримують в системах числення на кожному кроці розбиття вихідної множини, містять однакове число елементів.
Такі системи числення назвемо однорідними. Їх також ще називають природними, або степеневими. Як уже зазначалось, характерною ознакою таких систем є однаковість їх чисел за довжиною. Крім цього, другою не менш важливою особливістю цих систем є те, що вага розрядів в них змінюється згідно зі степеневим законом. До цих систем числення належать двійкова, десяткова, п'ятерична і безліч подібних інших. За їх основи беруть числа 2, 10, 5 і т. д.
Розроблення більш складних, ніж однорідні, позиційних систем числення почалося в основному в другій половині 20-го століття після того, як з'явилася цифрова обчислювальна техніка. Такі системи назвемо неоднорідними. Вони використовувались здебільшого при побудові спеціалізованих обчислювачів, систем зв'язку та керування, кодуючих та декодуючих пристроїв з метою підвищення їх ефективності.
Найпростішими неоднорідними системами числення є системи, в яких кількість елементів в усіх підмножинах, отриманих на попередньому кроці розбиття, буде однаковою. При цьому встановлюється функціональний зв'язок між номером кроку розбиття й числом підмножин у розбитті на цьому кроці.
Ваги цифр, які належать до одного розряду числа, у цьому випадку рівні між собою, однак вони на відміну від однорідних систем числення змінюються від розряду до розряду не за степеневим законом, як це відбувається для однорідних систем числення, а за більш складним. Числа для неоднорідних систем числення з такими обмеженнями мають, як і для однорідних, рівну довжину. Прикладом таких систем числення є факторіальні, а в більш загальному випадку системи зі змішаною основою, чи поліадичні.
На рис. 1.1 у вигляді блок-схеми наведена класифікація позиційних систем числення.
рис. 1.1 
Таким чином, позиційні системи числення розподіляються на два великих класи — однорідні (з рівною довжиною чисел і основою в вигляді натурального числа) і неоднорідні (з рівною та нерівною довжиною чисел і більш складною основою, ніж натуральні числа). Однорідні системи числення відповідно до числа, яке взяте за їх основу, у свою чергу, поділяються на двійкові, трійкові, десяткові й т.д. Неоднорідні поділяються на системи зі змішаною основою, або поліадичні, і структурні — з числовою або функціональною основою. Останні, у свою чергу, поділяться на комбінаторні і табличні.
Всі позиційні системи числення без винятку можуть бути подані у вигляді дерев розбиття, вершини яких відображають кількість елементів у підмножинах, що розбиваються, а гілки — номери, що кодують підмножини, які виникають після розбиття. При цьому послідовності цих номерів утворюють числа позиційних систем числення. Номери в даному випадку є цифрами чисел.

## Визначення
У позиційній системі числення з основою b число подають у вигляді лінійної комбінації степенів числа b:
{\displaystyle x=\sum _{k=0}^{n}a_{k}b^{k}}, де {\displaystyle a_{k}} і {\displaystyle k} — цілі, {\displaystyle 0\leq |a_{k}|<|b|}
Основа позиційної системи числення не обов'язково повинна бути натуральним числом, узгоджену систему числення можна створити на основі відємного цілого числа, або із ірраціональною базою (наприклад на основі золотого перерізу).

### Симетричні позиційні системи числення
Такі системи числення відрізняються тим, що використовують цифри не із множини натуральних чисел {\displaystyle (0,\ldots ,b-1)}, а із множини цілих чисел {\displaystyle (-{\frac {b-1}{2}},-{\frac {b-3}{2}},\ldots ,{\frac {b-1}{2}})}. Щоб цифри були цілими, потрібно, щоб b було непарним. У симетричних системах числення не вимагається додаткових позначень для знака числа. Крім цього, обчислення у симетричних системах зручні тим, що немає особливих правил округлення, яке зводиться до простого відкидання зайвих розрядів, що різко зменшує систематичні помилки обчислень.
Найчастіше використовується симетрична трійкова система числення із цифрами {\displaystyle \{-1,0,1\}} або {\displaystyle \{{\bar {1}},0,1\}}. Вона застосовується у трійковій логіці і була технічно реалізована в обчислювальній машині «Сетунь».

#### Приклади
Наприклад, число «тисяча п'ятсот вісімдесят сім» представляється у десятковій системі числення у вигляді:
{\displaystyle 1587=1\cdot 10^{3}+5\cdot 10^{2}+8\cdot 10^{1}+7}.
А число «одна друга»:
{\displaystyle 0{,}5=0\cdot 10^{0}+5\cdot 10^{-1}}.
Використовуючи позиційний принцип, ми можемо зобразити будь-яке дійсне число за допомогою усього лиш десяти цифр у їх різних комбінаціях.
У системі із основою {\displaystyle (-10)} число «одинадцять» буде виглядати так:
{\displaystyle 11=1\cdot (-10)^{2}+9\cdot (-10)^{1}+1\cdot (-10)^{0}=100-90+1}.
Числа «один» і «два» у симетричній системі {\displaystyle \{{\bar {1}},0,1\}} з базою {\displaystyle \phi =(1+{\sqrt {5}})/2} виглядають так:
{\displaystyle 10{,}{\bar {1}}=1\cdot \phi ^{1}+{\bar {1}}\cdot \phi ^{-1}\approx 1{,}618-0{,}618}.
{\displaystyle 100{,}{\bar {1}}=1\cdot \phi ^{2}+{\bar {1}}\cdot \phi ^{-1}\approx 2{,}618-0{,}618}.
Також поширені системи числення з основами:
- 2 — двійкова (у дискретній математиці, інформатиці, програмуванні)
- 8 — вісімкова (у програмуванні)
- 12 — дванадцяткова (мала широке застосування у давнину, подекуди використовується і нині)
- 16 — шістнадцяткова (поширена у програмуванні, а також для кодування шрифтів)
- 60 — шістдесяткова (для виміру кутів і, зокрема, довготи і широти)

## Запис
Для запису чисел системи числення з основою до 36 включно як цифри використовують арабські цифри (0, 1, 2, 3, 4, 5, 6, 7, 8, 9) а потім букви латинського алфавіту (a, b, c, d, e, f, g, h, i, j, k, l, m, n, o, p, q, r, s, t, u, v, w, x, y, z). При цьому, a = 10, b = 11 і т.д.
За одночасної роботи із кількома системами числення для їх розрізнення основи систем зазвичай вказують нижнім індексом, який записується у десятковій системі:
{\displaystyle 453_{10}} — це число 453 у десятковій системі числення;
{\displaystyle 111000101_{2}} — те ж число, але у двійковій системі;
{\displaystyle 705_{8}} — те ж число, але у вісімковій системі.
У деяких спеціальних галузях застосовуються особливі правила вказування основи. Наприклад, у програмуванні шістнадцяткова система позначається:
- у мові асемблера і записах загального роду, не прив'язаних до конкретної мови, буквою h (від hexadecimal) у кінці числа (синтаксис Intel) — 75h ({\displaystyle 453_{10}});
- у Паскалі знаком «$» на початку числа;
- у Ci і багатьох інших мовах комбінацією 0x або 0X (від hexadecimal) на початку.

## Властивості
Позиційна система числення має такі властивості:
1. Основа системи числення у ній самій завжди записується як 10. Наприклад, у двійковій системі {\displaystyle 10_{2}} означає число {\displaystyle 2_{10}}.
2. Для запису числа x у системі числення з основою b потрібно {\displaystyle [\log _{b}(x)]+1} цифр, де {\displaystyle [\cdot ]} — ціла частина числа.
3. Порівняння чисел. Порівняємо два числа 516 і 561. Для цього зліва направо порівнюємо цифри, які стоять на однакових позиціях: 5 = 5 — результат порівняння не визначений; 1 < 6 — перше число менше незалежно від цифр, що залишились.
4. Додавання чисел. Додамо 516 і 221. Для цього справа наліво додаємо цифри, що стоять на однакових позиціях:
  - 6 + 1 = 7
  - 1 + 2 = 3
  - 5 + 2 = 7
  - загалом — 737.

Таким самим чином можна додавати числа довільної довжини.

## Перехід до іншої основи

### Переведення довільної позиційної системи числення до десяткової
Якщо число у системі числення з основою b дорівнює
{\displaystyle a_{1}\;a_{2}\;a_{3}\ldots a_{n},}
то для переведення його до десяткової системи обчислюють наступну суму:
{\displaystyle \sum _{i=1}^{n}a_{i}\cdot b^{n-i}}
або, більш наглядно:
{\displaystyle a_{1}\cdot b^{n-1}+a_{2}\cdot b^{n-2}+\ldots +a_{n-1}\cdot b^{1}+a_{n}\cdot b^{0},}
або, нарешті, у вигляді схеми Горнера:
{\displaystyle ((\ldots (a_{1}\cdot b+a_{2})\cdot b+a_{3})\ldots )\cdot b+a_{n}.}

#### Приклад
{\displaystyle 101100_{2}=}
= 1 · 25 + 0 · 24 + 1 · 23 + 1 · 22 + 0 · 21 + 0 · 1 =
= 1 · 32 + 0 · 16 + 1 · 8 + 1 · 4 + 0 · 2 + 0 · 1 =
= 32 + 8 + 4 + 0 = 4410

### Переведення із десяткової до довільної позиційної системи числення
Для переведення потрібно ділити число із залишком на основу системи числення допоки частка не стане меншою за основу.

#### Приклад
{\displaystyle 44_{10}} переведемо до двійкової системи
```
44 ділимо на 2; частка 22, залишок 0
22 ділимо на 2; частка 11, залишок 0
11 ділимо на 2; частка  5, залишок 1
 5 ділимо на 2; частка  2, залишок 1
 2 ділимо на 2; частка  1, залишок 0
```

Частка менша двох, ділення закінчено. Тепер записуємо останню частку від ділення і усі залишки, починаючи з останнього, зліва направо, отримаємо число {\displaystyle 101100_{2}}.

### Переведення із двійкової у вісімкову і шістнадцяткову системи і навпаки
Для цього типу операцій існує спрощений алгоритм.
Для вісімкової — розбиваємо числа на триплети, перетворюючи триплети згідно з таблицею
```
000 0  100 4
001 1  101 5
010 2  110 6
011 3  111 7
```

Для шістнадцяткової — розбиваємо на квартети, перетворюючи згідно з таблицею
```
0000 0  0100 4  1000 8  1100 C 
0001 1  0101 5  1001 9  1101 D
0010 2  0110 6  1010 A  1110 E
0011 3  0111 7  1011 B  1111 F
```

#### Приклад 1
Перетворимо 1011002
у вісімкову — 101 100 → 548
у шістнадцяткову — 0010 1100 → 2C16

#### Приклад 2
Перетворимо до двійкової системи
768 → 111 110
3E16 → 0011 1110